# Райтенау, Вольф Дитрих фон
Вольф Дитрих фон Райтенау (нем. Wolf Dietrich von Raitenau; 26 марта 1559, Брегенц — 16 января 1617[…], Хоэнзальцбург, Зальцбург) — архиепископ Зальцбургский в 1587—1612 годах, князь-епископ. Известен своим покровительством искусствам, строительством многочисленных сооружений, украсивших Зальцбург.

## Биография
Родился в семье мелкопоместного дворянина в районе Боденского озера, Ганса Вернера фон Райтенау, был его старшим сыном. Мать Вольфа Дитриха, Элен фон Гохенемс, была в родстве с итальянскими Медичи (племянница папы римского Пия IV, в миру — Джованни Анджело Медичи), а также с кардиналом Карлом Борромеусом. В мае 1587 года был избран в архиепископы, в октябре того же года посвящён в сан епископа. Уже в начале своего правления внёс изменения в порядок ведения литургии, занимался также проведением ряда других реформ в архиепископстве. Активно поддерживал Контрреформацию, в 1589 году изгнал из Зальцбурга всех протестантов. Для успешной борьбы с Реформацией призвал на свою территорию монахов-капуцинов и представителей ордена августинцев. Впоследствии перешёл к более умеренной политике в отношении «еретиков», что послужило причиной его расхождений по этому вопросу с Римской курией. Находился в переписке с астрономом Тихо Браге, был почитателем Никколо Макиавелли. В государственном отношении был сторонником независимой, абсолютистской политики крупных феодальных князей.
Ослабление антипротестантской позиции Зальцбурга привело Вольфа Дитриха к конфликту с католической Баварией и её курфюрстом Максимилианом I. Отказался участвовать в так называемой Католической лиге 1609 года. Противоречия в этом вопросе, а также спор о правах продажи соли и территориальный, о владении Берхтесгаденом, привело к вооружённому столкновению с курфюрстом. После того, как в октябре 1611 года Зальцбург отправил войска в Берхтесгаден, Максимилиан I организует поход на Зальцбург. Бежавший из города архиепископ был схвачен и по приказу своего племянника и следующего архиепископа Зальцбургского, Маркуса Ситтикуса фон Гохенемс, посажен в заключение сперва в крепость Хоэнверфен, а затем в одиночную камеру крепости Хоэнзальцбург, где строго охранялся. В конце жизни архиепископ примирился со своей судьбой, хоть и считал, что был обманут близкими людьми, и своё заключение принимал как божью кару.
Вольф Дитрих фон Райтенау обладал незаурядным умом, однако в то же время был человеком со сложным характером, непредсказуемым и гневливым. От своей метрессы, Саломеи Альт, он имел 15 детей. Для неё он повелел построить замок Альтенау.
Архиепископу Вольфу Дитриху фон Райтенау город Зальцбург обязан строительством многочисленных зданий в стиле барокко, украсивших Зальцбург и принесшему ему славу «немецкого Рима». В 1588 году начинается строительство Новой Резиденции к востоку от собора, затем — Архиепископской резиденции к западу от собора. После пожара 1598 года, уничтожившего Зальцбургский собор, его руины и соседние 55 городских зданий были снесены, и на их месте развернулось строительство нового здания собора по проекту архитектора Винченцо Скамоцци (завершён уже при следующем архиепископе). Считается, что пример застроенного в стиле барокко Зальцбурга способствовал распространению «барокко» в странах севернее Альп. Вольф Дитрих был известен также как меценат и один из крупнейших коллекционеров своего времени в области искусства.
Скончался в заключении в крепости в результате инсульта; приступы этой болезни случались с архиепископом и ранее, в 1605 году.
На посту архиепископа Зальцбургского его сменил Маркус Ситтикус фон Гогенэмс.
Необычной истории жизни и судьбе Вольфа Дитриха фон Райтенау посвятили свои произведения ряд немецких писателей: Артур Ахлейтнер, Эрхард Бушбек, Людвиг Гуна.

## Дополнения
- Библиотека Вольфа Дитриха
- Ausführliche Биография и многочисленные иллюстрации на Uni-Salzburg
- Легенды и предания, связанные со смертью Вольфа Дитриха фон Райтенау